# Dargeçit
Dargeçit (Kerboran en kurde) est une ville et un district de la province de Mardin dans la région de l'Anatolie du sud-est en Turquie.